# Валеріановськ
Валеріа́новськ (рос. Валериановск) — селище у складі Качканарського міського округу Свердловської області.
Населення — 2198 осіб (2010, 2188 у 2002).
До 21 липня 2004 року селище мало статус селища міського типу.